# Georg Grunwald
Georg Bernhard Grunwald (ur. 2 kwietnia 1879 w Braniewie, zm. 4 sierpnia 1937 w Ratyzbonie) – niemiecki duchowny katolicki, profesor pedagogiki w Braniewie i Ratyzbonie. 

## Życiorys
Urodził się w Braniewie, w rodzinie Heinricha, handlarza meblami. Na wiosnę 1899 roku ukończył gimnazjum braniewskie, następnie Liceum Hosianum (seminarium duchowne), również w Braniewie, i 8 lutego 1903 otrzymał święcenia kapłańskie w katedrze we Fromborku z rąk biskupa Andreasa Thiela. Był wikariuszem w Lutrach (1903–1904) i w Olsztynie. Przez dwa lata (1904–1906) studiował na Uniwersytecie w Strasburgu w Alzacji. Studia zakończył doktoratem z filozofii napisanym pod kierunkiem Clemensa Baeumkera na podstawie rozprawy „Geschichte der Gottesbeweise im Mittelalter bis zum Ausgang der Hochscholastik”. 20 sierpnia 1906 został mianowany drugim wikarym w katedrze św. Mikołaja w Elblągu. 27 kwietnia 1909 został skierowany do Braniewa, gdzie objął funkcję starszego nauczyciela (Oberlehrer) w Seminarium Nauczycielskim i w szkole żeńskiej dla dziewcząt Elisabethschule. Ponadto został beneficjatem w kościele św. Trójcy w Braniewie. W 1910 uzyskał habilitację z zakresu filozofii i pedagogiki na podstawie rozprawy „Die Münchener katechetische Methode, Herbart und Foerster” i otrzymał stanowisko privatdozenta w Państwowej Akademii w Braniewie. W 1915 roku został profesorem pedagogiki w Braniewie. Aktywnie współpracował z Warmińskim Towarzystwem Pomocy Sierotom (Ermländischer Sammelverein für Waisenkinder). Od 1920 do końca życia (1937) wykładał w Wyższej Szkole Filozoficzno-Teologicznej w Ratyzbonie. W listopadzie 1933 roku podpisał Deklarację wierności niemieckich profesorów Adolfowi Hitlerowi (Bekenntnis der deutschen Professoren zu Adolf Hitler).